# 卡萝拉·祖贝
卡萝拉·祖贝（德語：Karola Sube，1964年4月28日—），生于柏林，德国女子竞技体操运动员。她曾代表东德参加1980年夏季奥林匹克运动会体操比赛，获得女子团体全能铜牌。